# Jessica Smith (athlétisme)
Pour les articles homonymes, voir Jessica Smith et Smith.
Jessica Lorene Smith (née le 11 octobre 1989 à North Vancouver) est une athlète canadienne, spécialiste de la discipline du 800 mètres. Elle a représenté le Canada aux Jeux olympiques, aux Jeux de la Francophonie et aux Jeux du Commonwealth.
Smith est la 4e demi-fondeuse canadienne qui a fini le 800 mètres en moins de 2 minutes.